# ЦЕФЛ лига 2015.
ЦЕФЛ лига 2015. је десета сезона ЦЕФЛ лиге. У лиги учествује четири клуба. Два клуба су из Србије, a по један из Словеније и Аустрије.
У односу на прошлу сезону, лигу су напустили Вајлд борси Крагујевац и Вулвси Будимпешта, а њих су заменили Дјукси Нови Сад и Блу девилси Синеплекс из аустријског града Хоенемс.
Прваци ЦЕФЛ лиге постали су Дјукси Нови Сад који је у финалу са 25:23 победили Вукове Београд.

## Систем такмичења
У регуларном делу сезоне игра се двоструки лига систем, свако са сваким по две утакмице, укупно сваки клуб одигра по шест утакмица. Два првопласирана клуба пласирају се у финале. Предност домаћег терена има екипа која је била прва у регуларном делу.

## Клубови
| Екипа                 | Место    |
| --------------------- | -------- |
| Блу девилси Синеплекс | Хоенемс  |
| Вукови                | Београд  |
| Дјукси                | Нови Сад |
| Силверхокси           | Љубљана  |

## Резултати
| Датум          | Клуб                  | Клуб                  | Резултат |
| -------------- | --------------------- | --------------------- | -------- |
| 18. април 2015 | Вукови Београд        | Силверхокси Љубљана   | 26:24    |
| 25. април 2015 | Дјукси Нови Сад       | Блу девилси Синеплекс | 34:18    |
| 23. мај 2015   | Дјукси Нови Сад       | Вукови Београд        | 38:14    |
| 30. мај 2015   | Блу девилси Синеплекс | Силверхокси Љубљана   | 19:49    |
| 7. јун 2015    | Силверхокси Љубљана   | Дјукси Нови Сад       | 20:13    |
| 7. јун 2015    | Блу девилси Синеплекс | Вукови Београд        | 13:56    |

### Табела
|  | Пласирали се у финале |

| #  | Клуб                  | ИГ | П | ИЗ | ГД | ГП  | РГ  |
| -- | --------------------- | -- | - | -- | -- | --- | --- |
| 1. | Дјукси Нови Сад       | 3  | 2 | 1  | 85 | 52  | +33 |
| 2. | Силверхокси Љубљана   | 3  | 2 | 1  | 93 | 58  | +35 |
| 3. | Вукови Београд        | 3  | 2 | 1  | 96 | 75  | +21 |
| 4. | Блу девилси Синеплекс | 3  | 0 | 3  | 50 | 139 | -89 |

ИГ = одиграо, П = победио, ИЗ = изгубио, ГД = голова дао, ГП = голова примио, РГ = гол-разлика

## Плеј-оф

### Полуфинале
| Датум        | Клуб                | Клуб                  | Резултат    |
| ------------ | ------------------- | --------------------- | ----------- |
| 28. јун 2015 | Дјукси Нови Сад     | Блу девилси Синеплекс | 35:0 (с.р.) |
| 28. јун 2015 | Силверхокси Љубљана | Вукови Београд        | 14:21       |

### Финале
| Датум       | Клуб            | Клуб           | Резултат |
| ----------- | --------------- | -------------- | -------- |
| 5. јул 2015 | Дјукси Нови Сад | Вукови Београд | 25:23    |

| Првак ЦЕФЛ лиге 2015.     |
| ------------------------- |
| Дјукси Нови Сад 1. титула |